# زورة علي
زورة علي (23 نوفمبر 1994 - ) لاعبة أوليمبية من دولة جيبوتي ولت في بلدة علي صبيح في جيبوتي تلعب رياضة الجري، وقد شاركت في دورة الألعاب الأوليمبية الصيفية 2012 في سباق الـ400 متر، ولم تتأهل لدور نصف النهائي حيث قطعت الـ400 متر في وقت 1:05.37 دقائق، وحصلت على المركز 44 في البطولة.

## روابط خارجية
- زورة علي على موقع الاتحاد الدولي لألعاب القوى (الإنجليزية)
- زورة علي على موقع الاتحاد الدولي لألعاب القوى (الإنجليزية)
- زورة علي على موقع اللجنة الأولمبية الدولية (الإنجليزية)
- زورة علي على موقع أوليمبيديا (الإنجليزية)